# سيلينة مورية
السيلينة المورية (باللاتينية: Silene maurorum) نوع نباتي يتبع جنس السيلينة من الفصيلة القرنفلية.

## الموئل والانتشار
موطنها المغرب العربي.